# ガイドワークス
株式会社ガイドワークスは、日本の出版社。

## 概要
元々白夜書房内でパチンコ・パチスロ系雑誌の編集・発行を行っていた部署が分社化し、そこに白夜書房系列であるコアマガジンのパチンコ雑誌関連編集部が合流する形で設立された企業だが、白夜書房とは資本関係を持たない。
2012年2月に白夜書房の関連会社が起こした不祥事（詳細は白夜書房#事件を参照）の影響で、パチンコ・パチスロメーカー側から同社の雑誌が取材拒否を受け雑誌の編集が困難になったことに加え、パチンコ店のイベントに対する警察庁の規制強化の動きの中で、パチンコ・パチスロ雑誌のライター来店イベントを規制対象に加える動きが出るなど、外部環境的に白夜書房・コアマガジンでのパチンコ・パチスロ系雑誌の発行が難しくなってきたことから、それらの編集部を分社化することで刊行物の発行を継続することになった。
なお新会社設立直後にパチスロ必勝ガイドNEOは休刊、パチンコ必勝ガイドやパチスロ必勝ガイドなど、一部の雑誌については一時出版を休止したが、同年7月より順次出版を再開した。
白夜書房とは設立の経緯より現在も友好関係にあり、2013年10月にはそれまで白夜書房が刊行していた、中学サッカー小僧やフットサルナビなどのスポーツ系雑誌・書籍が当社に移籍（現在は休刊）、ギャンブル系以外の書籍も扱うようになった。また白夜書房傘下のSHINWAに一部業務を委託している。

## 沿革
- 2012年4月 設立
- 2013年7月25日 独自の動画サイトとして『ガイドワークスTV』を開設。
- 2013年10月 白夜書房からスポーツ系雑誌・書籍の編集部が移籍。
- 2015年6月30日 『ガイドワークスTV』サービス終了（コンテンツは下記の『ぱちガブッ!』に移行）。
- 2015年7月1日 サミーネットワークスと共同でパチンコ・パチスロ情報サイト『ぱちガブッ!』をオープン。

## 主な刊行物

### 雑誌
- パチスロ必勝ガイド（毎月29日発売）[10]
- パチスロ必勝ガイドMAX（毎月14日発売）[11]
- パチンコ必勝ガイド（毎月7日発売）[12]
- パチンコ必勝ガイドMAX（毎月20日発売）[13]
- 別冊パチスロパニック7（奇数月26日発売）[14]
- 漫画パチンカー（偶数月27日発売）[15]
  - 漫画パチンカーMAX
- パチスロ実戦術RUSH（偶数月7日発売）[16]
- 競馬王（偶数月8日発売）

### コミックス
- パンの漫画１・２ - パンラボが編集する堀道広（漫画家）による全編アンソロジーコミック。
- パンラボ&comics１・２ - パンラボが編集する数名の作家が参加の「パン」アンソロジーコミック。
- GW COMICS
  - ひとりでほっこり くつろぎごはんシリーズ

### 休刊誌
- パチンコ実戦ギガMAX（刊行終了）[17]
- パチンコ必勝ガイドDVD（刊行終了）
- パチスロ必勝ガイドDVD（刊行終了）
- パチスロ必勝ガイド7[18]
- 漫画パチンカーオリジナル[19]
- プレミアムリーチ完全攻略DVD[20]
- パチスロ実戦術DVD[21]
- 漫画パチスロパニック7[22]
- パニック7ゴールド[23]
- パチンコオリジナル実戦術[24]
- 超パチンコ完全攻略[25]
- フットサルナビ[26]
- パチンコ激闘伝!実戦守山塾 （刊行終了）
- 中学サッカー小僧（刊行終了）
- パチスロ実戦術メガBB ※ムック
- 漫画 時代劇 ※ムック
- 時代劇コミック 斬 ※ムック